# Oiz
El monte Oiz es una montaña de 1026,40 m de altitud situada  Vizcaya, País Vasco (España). Es conocido popularmente como «el mirador de Vizcaya».
El Oiz es una de las más míticas cumbres del territorio histórico de Vizcaya. Las cumbres de Oiz y Zengotitagane forman parte de un alargado cresterio cuyas aguas van a parar a varias cuencas fluviales diferentes: Ibaizábal, Artibay, Lea, Oca y Deva, todas ellas de la vertiente cantábrica.
Su privilegiada ubicación y su altura hacen posible que desde su cresta y cumbre pueda controlarse visualmente un espacio socarronamente calificado por algunos como «infinito», que abarca desde la cercana costa cantábrica, donde destaca el Urdaibai y el puerto de Bilbao, hasta las cumbres del Pirineo occidental con Larraun claramente definida y el sistema Ibérico, donde se llega a ver el Moncayo en condiciones meteorológicas favorables. Esta privilegiada situación lo ha convertido en un punto importante de comunicaciones, en su cima se ubican cinco grandes torres de enlace y comunicación de radio, televisión, telefonía y control.

## Descripción
El monte Oiz posee una silueta fácilmente identificable incluso desde la lejanía, silueta acentuada por las altas torres de comunicaciones que se alzan sobre su cumbre y por la larga hilera de torres eólicas que recorre el cresterio.
Oiz todavía conserva manchas de frondosas y bosque mixto, sobre todo en las laderas N, E, y SE. Las zonas altas, totalmente deforestadas, son verdaderos pastizales donde plácidamente pastan rebaños de ovejas, caballos y vacas. La fauna salvaje también es destacable, con numerosas especies de mamíferos, como jabalíes y corzos. En cuanto a las aves, comparte el hábitat con el cercano parque natural de Urkiola.
Ejemplares aislados de pequeños acebos, y arbustos como brezos y argomas, jalonan el camino, que a veces descarnado, muestra las entrañas de un subsuelo de piedra arenisca, en franco contraste con las moles calizas de los montes del Duranguesado. En Iturzuri, paraje donde existe una fuente de agua fresca y cristalina, el agua descompone las rocas del terreno.
En la cumbre se ubica un vértice geodésico de primer orden 

## Historia y leyenda
El cresterio de Oiz representa uno de los lugares más emblemáticos de la historia de Vizcaya y del País Vasco. Durante parte de la prehistoria, estos parajes fueron habitados por gentes dedicadas al pastoreo, que han dejado su huella en los monumentos prehistóricos existentes. Más tarde se fueron acercando al valle hasta que acabaron conquistándolo ya en el principio de nuestra era; muestra de ello es la necrópolis de San Juan de Momoitio en Garay.
Oiz es uno de los cinco montes bocineros de Vizcaya, desde los que, en tiempos lejanos, se realizaban las convocatorias a las "Batzarrak" o Juntas de Guernica. Esta convocatoria se realizaba mediante hogueras y el tañir de bocinas de cuerno.
Oiz también es mito y leyenda; porque también aquí, Mari, "la Dama de Anboto", tiene una de sus moradas. Cuenta la tradición que cada siete años, Mari se traslada de Anboto a Oiz, y que el tiempo, bueno o malo, y las cosechas, abundantes o escasas, dependerán del lugar donde se halle.
En el plano de las desgracias también Oiz tiene su lugar: el 19 de febrero de 1985 el vuelo de la compañía Iberia L.A.E. que hacía el recorrido Madrid-Bilbao chocó contra la antena de Euskal Irrati Telebista (la situada más al oeste de 50 metros de altura), cayendo por la ladera norte y pereciendo toda la tripulación y pasaje, en total 148 personas.

## Parque eólico

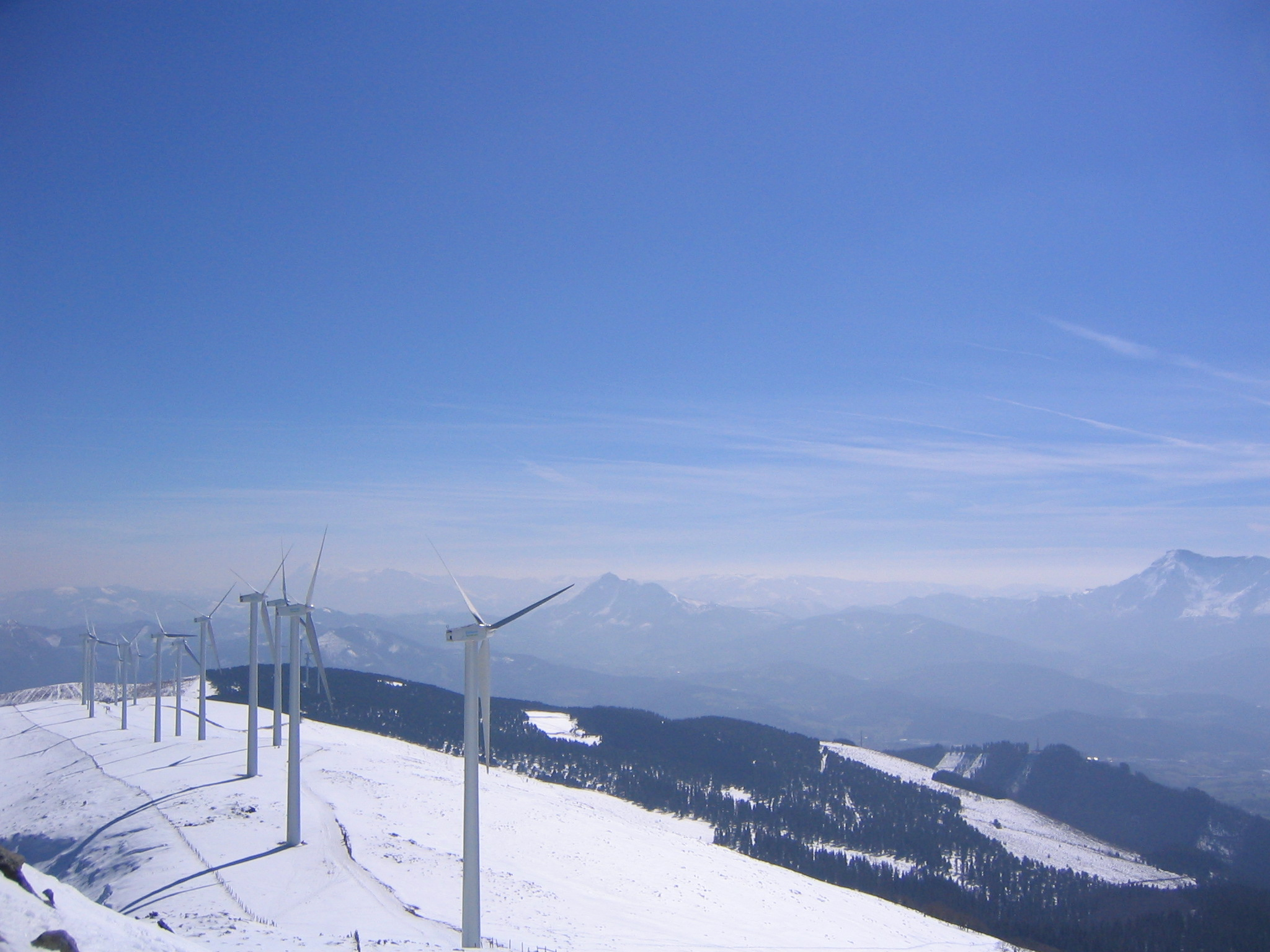
Monte Oiz. Vista parcial del parque eólico.

En el cordal del monte Oiz se ha ubicado un parque eólico con una potencia instalada de 34 MW. Este parque, que se extiende por terrenos de los municipios de Mallavia, Bérriz y Arbácegui y Guerricaiz, está formado por 40 aerogeneradores de 850 kW cada uno de ellos y pertenece a la empresa Eólicas Euskadi. Fue el primer parque de generación de energía eléctrica por medios eólicos de Vizcaya.
Los aerogeneradores se sitúan sobre la cordal, que tiene una dirección noroeste a sureste. Hay tres alineaciones diferenciadas: una de ellas, de 21 aerogeneradores, situados al este de la cima del Oiz, entre una altitud que oscila entre los 850 m y los 965 m, seguida de otra, de 9 máquinas generadoras, a una cota de 770 m. Estas dos alineaciones constituyeron la primera fase de construcción del parque, que entró en funcionamiento en diciembre de 2003. En agosto de 2007 entró en funcionamiento la tercera alineación, compuesta de 10 aerogeneradores situados al oeste de la cumbre. La entrada en funcionamiento de la segunda fase convirtió al parque eólico de Oiz en la mayor instalación de este tipo de Vizcaya y la segunda mayor del País Vasco.
En el diseño de la ubicación de los aerogeneradores se tuvo especial cuidado en respetar diferentes elementos de valor arqueológico y natural, entre los que destacan el dolmen de Iturzurigaina y los túmulos de Probazelaiburua I y II, así como algunos elementos biotópicos (llanuras inundables, charcas, vegetación singular...). La línea de evacuación de la electricidad generada por cada generador, así como las líneas de control del mismo, confluyen en una caseta situada en las inmediaciones de la ubicación de los aerogeneradores, justo entre el tramo uno y dos. De este punto parte una línea subtrerránea, que tiene un salto aéreo de 500 m, de 9 km de longitud, que une la instalación con la red eléctrica general en la subestación que la compañía Iberdrola tiene en el municipio de Abadiano.
Los aerogeneradores fueron suministrados por la empresa Gamesa Eólica y en su fabricación colaboraron empresas como Indar, Ormazábal, Alkargo y Etxesa. La instalación de los mismos la realizaron las empresas de la zona Usabiaga y Aldaiturriaga, y la obra civil del parque la hizo la empresa marquiñarra Gaimaz.
La apertura de una pista de servicio al pie de los generadores que recorre toda la cordal del Oiz ha posibilitado el poder completar una serie de recorridos en bicicleta de montaña, que antes quedaban interrumpidos, abriendo así las posibilidades de la realización de muchas rutas de BTT de bastante dificultad.

### Características
Eólicas Euskadi comenzó a realizar mediciones de las características de los recursos eólicos del monte Oiz en 1997. Los generadores son de la marca Gemesa Eólica, de los modelos G52-850 KW y G58-850 KW, con una potencia de 850 kW, un peso de 60 toneladas, un diámetro de rotor de 52 y 58 m (según modelo) y 52 metros de altura. Tienen una velocidad de arranque de 4 m/s y una velocidad de corte de 25 m/s.
La velocidad media del viento en el parque es de 7,3 m/s. La potencia instalada es de 34 MW, con una producción media anual equivalente al consumo de 85.000 hogares. La inversión realizada fue, para la primera fase, de 23 millones de € y para la segunda de 8,5 millones.

## Rutas de ascenso

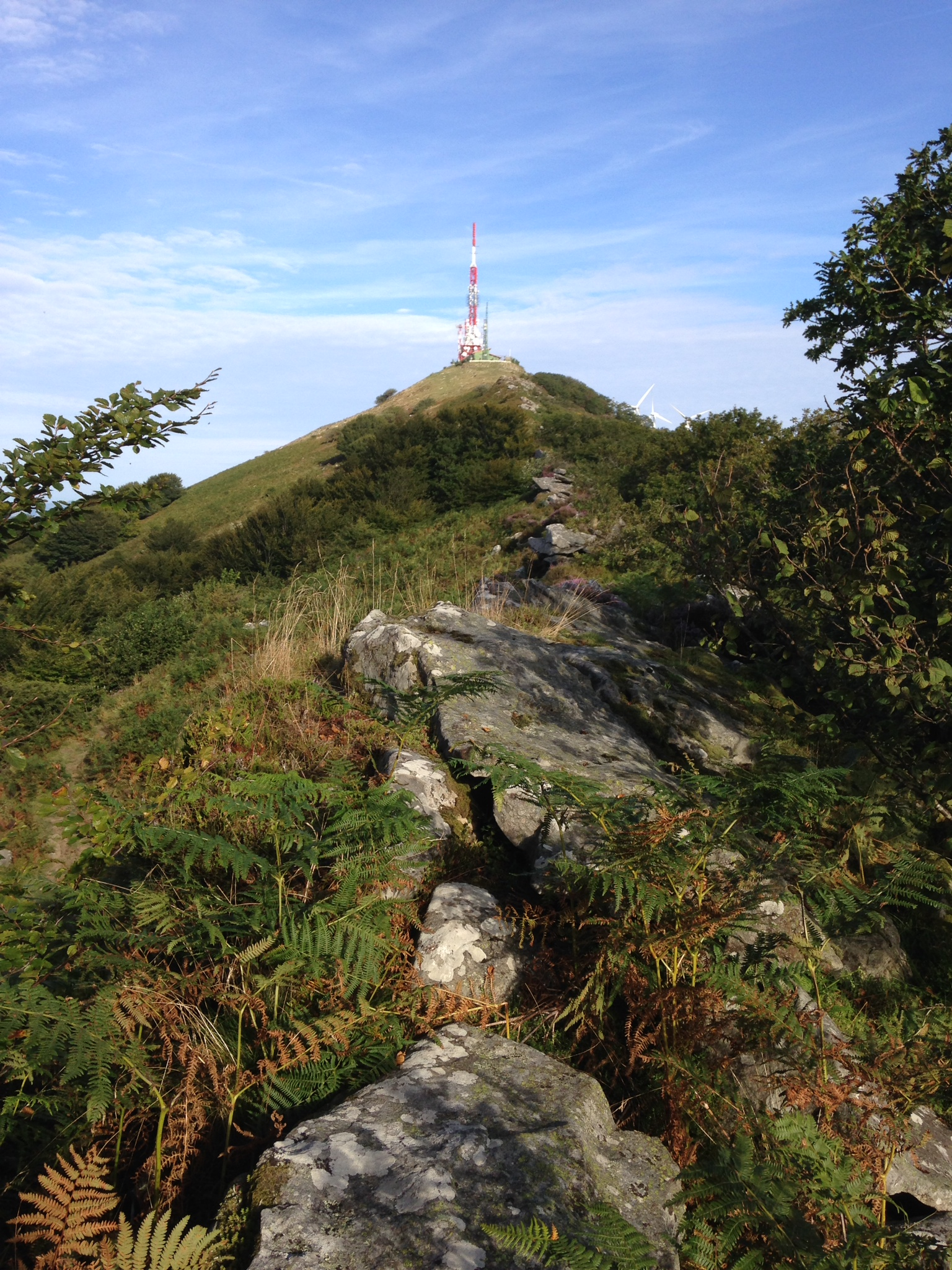
Monte Oiz. Cumbre.

Desde la carretera que serpentea la vertiente Oeste del macizo, donde se ubica el mirador llamado Bizkaiko Talaia (Balcón de Vizcaya), una pista convenientemente señalizada con indicaciones marca el itinerario a Oiz (1029 m) por la loma de Donesolo (550 m) para ascender en dirección al paso de Arreseburu (798 m) donde se halla la ermita de San Cristóbal y se hace contacto con la pista del monte Oiz. Otros accesos destacables por la vertiente Norte son Ziortza (307 m) o el puerto de Gontzegarai (360 m). En este último caso una pista llega hasta el collado y caserío Kortaguren (595 m). Remontando directamente la montaña desde este punto. Por la vertiente Este el ascenso se realiza desde el puerto de Trabakua (405 m) por la loma de Zengotitagana (812 m) para conectar con la lomada oriental del monte Oiz.
Tiempos de acceso
- Durango (3h 30m) por Sarrimendi.
- Garai (3h), por la pista de Oiz.
- Balcón de Vizcaya (1h 30m).
- Pto. Trabakua (1h 30m).